# Dispensario

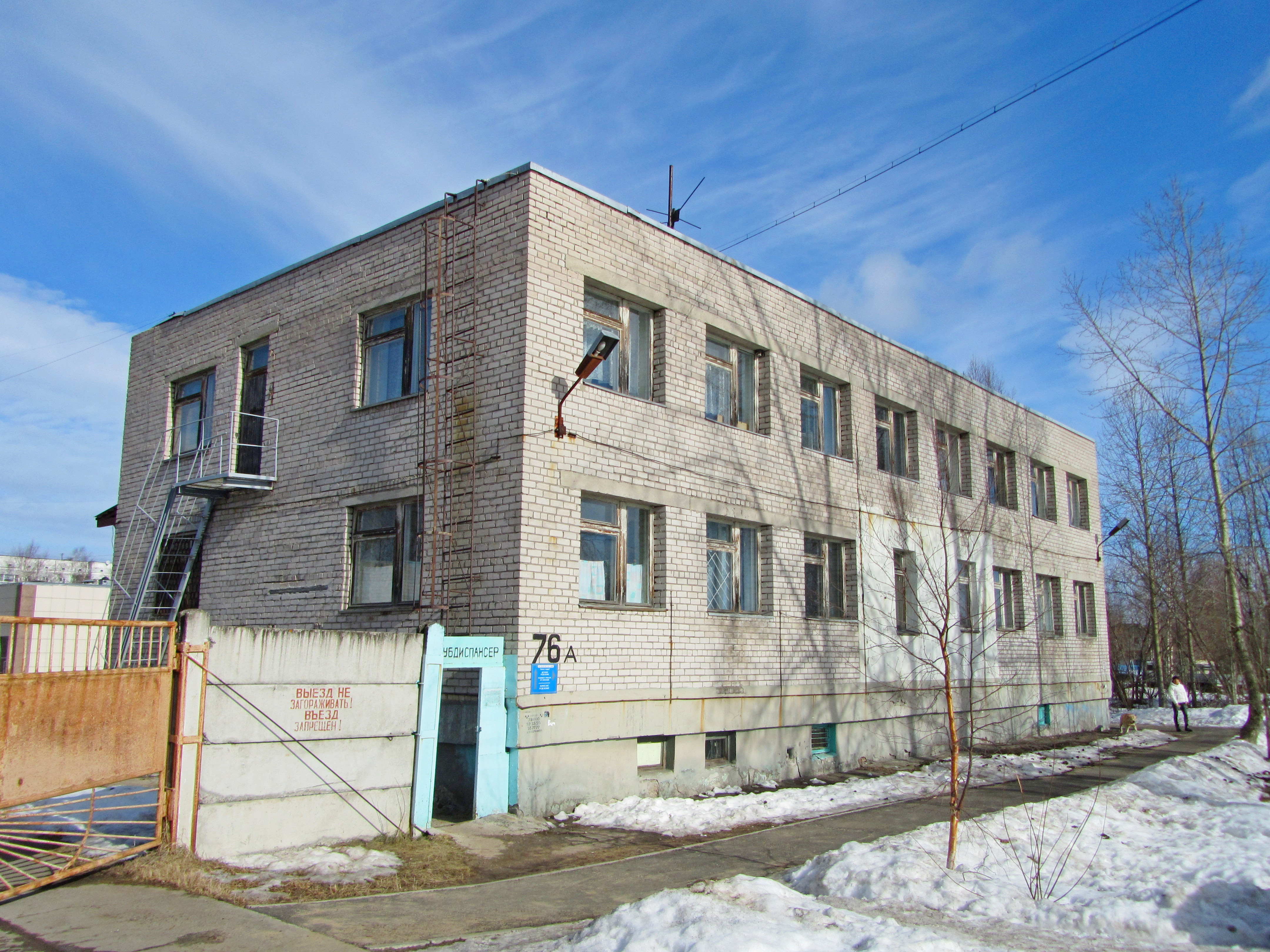
Dispensario

Il dispensario è una istituzione di pubblica assistenza per il trattamento medico gratuito, o semigratuito, di malattie a carattere sociale.

## Storia
Il termine «dispensario», pur derivando dal latino dispensare (distribuire), è pervenuto nella lingua italiana ai primi del XIX secolo dal francese dispensaire sul modello dell'inglese dispensary, termine quest'ultimo divenuto popolare anche grazie a un poemetto satirico scritto nel 1699 dal medico Samuel Garth. I primi dispensari furono infatti creati nei paesi di lingua inglese nel XVII e nel XVIII secolo dalle associazioni di beneficenza per permettere ai poveri di usufruire gratuitamente dell'assistenza medica. Il più antico, il London Dispensary for the Sick-Poor, fu istituito nel 1696 a Londra per la distribuzione delle medicine ai malati poveri, col supporto finanziario delle parrocchie in base alla Poor law di Elisabetta I del 1601. Nell'età dei lumi il loro numerò aumentò progressivamente. Negli Stati Uniti vennero fondati, sempre con l'obiettivo di fornire farmaci agli indigenti, a New York (1771), Filadelfia (1786) e Boston 1796.
Nell'Europa continentale i dispensari vennero istituiti col finanziamento di istituzioni pubbliche con la diffusione delle idee della rivoluzione francese avvenuta attraverso gli eserciti di Bonaparte. Furono attribuite ai comuni le competenze riguardanti l'igiene pubblica, soprattutto in senso preventivo, compresa l'assistenza ai malati indigenti. Il crescente interessamento dimostrato dagli enti pubblici nei confronti dei problemi sanitari sfociò nel XIX secolo nella creazione di numerosi dispensari destinati a facilitare la prevenzione e la profilassi dei flagelli sociali come per esempio in Italia, la tubercolosi (Dispensari antitubercolari), le malattie veneree (dispensari celtici) o il tracoma (dispensari oftalmici), con funzioni fondamentalmente dell'accertamento diagnostico, della profilassi, della terapia e dell'educazione igienica.